# Learjet 23
Dimensions
Le Learjet 23 est un avion d'affaires biréacteur permettant de véhiculer les deux membres d'équipage et quatre à six passagers. Ses réservoirs de carburant sont dans le bout des ailes. 
Son premier vol remonte au 7 octobre 1963. L'avion est alors considéré comme révolutionnaire.

## Histoire
Le modèle 23 tire ses origines d'un avion de chasse envisagé pour la Suisse, connu sous le nom de FFA P-16 et conçu par Hans-Luzius Studer. Bien que ce chasseur n'ait jamais été construit, William (Bill) Powell Lear, Sr. a reconnu tout le potentiel de sa conception et a créé Swiss American Aviation Corporation (SAAC) pour produire l'avion sous le nom de SAAC Lear Jet 23. La société a déménagé ensuite à Wichita, au Kansas, où la production du premier modèle 23 a commencé le 7 février 1962, avec le premier vol le 7 octobre 1963. Le 13 octobre 1964, le premier avion de série est livré. 
Avec cet avion s'ouvre un tout nouveau marché pour des avions d'affaires rapides et efficients. Le Learjet 23 est considéré comme montrant la voie à toute une série d'avions similaires, qui demeurent en production. 
La production du Learjet 23 s'arrête en 1966, alors qu'un total de 104 exemplaires a été construit. En 1998, il restait encore 39 Learjet 23 en opération. Vingt-sept Learjet 23 au total ont été perdus ou endommagés sans réparation possible du fait d'accidents tout au long de la longue carrière de l'appareil, le plus récent remontant à 2008.